# Псалом 67

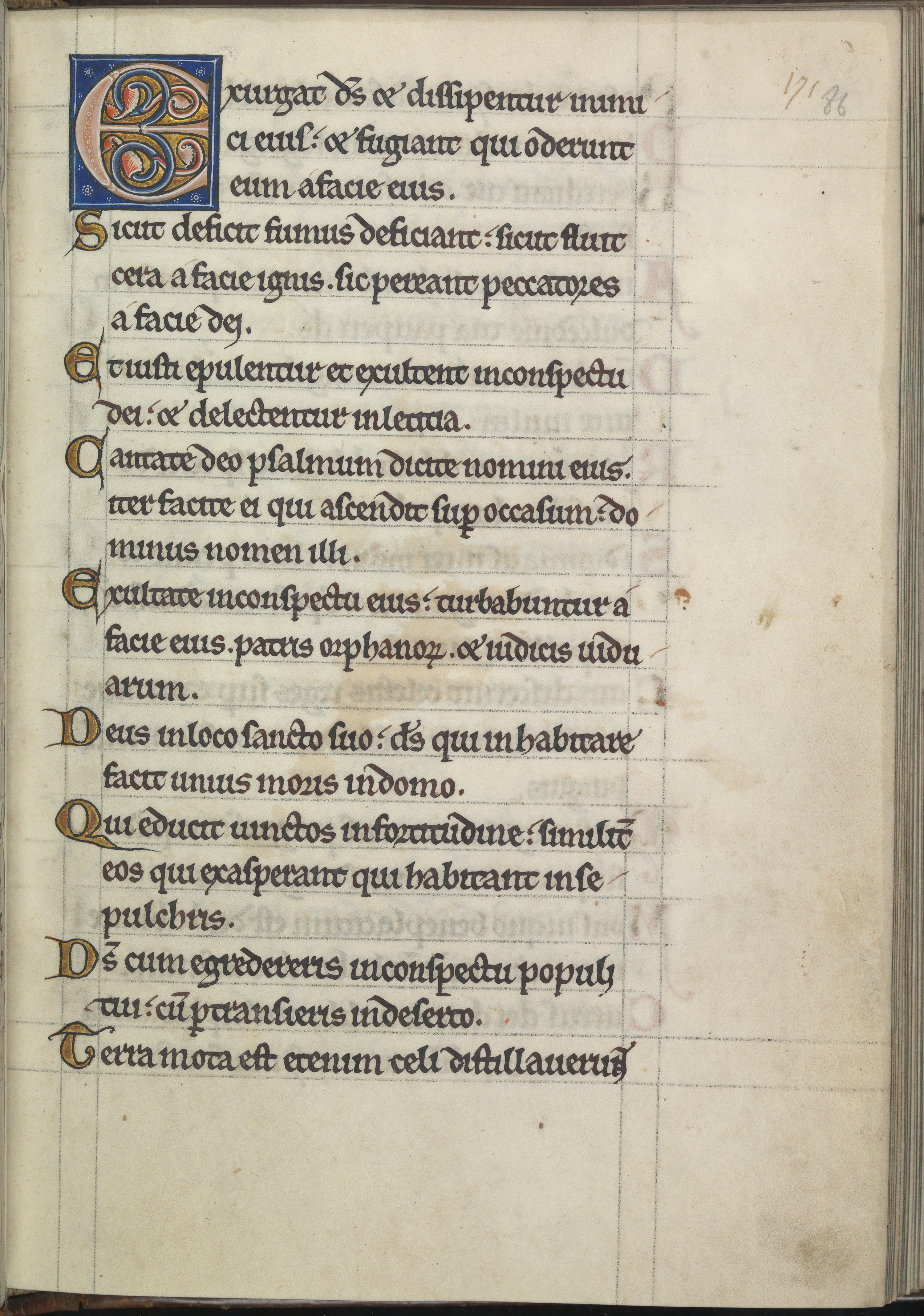
67-й псалом на листе из Псалтири Алиеоноры Аквитанской

Шестьдеся́т седьмо́й псало́м — 67-й псалом из книги Псалтирь (68-й в масоретской нумерации). Известен по латинскому инципиту Exsurgit Deus et dissipantur inimici eius, «Да воскреснетъ Богъ и расточатся врази Его».
По содержанию это победная песнь над врагами Божьего народа, череда воспоминаний и ожиданий. Псалмопевец в молитве просит Бога рассеять врагов, после чего напоминает историю военных побед Бога над противниками Израиля. В кульминационной части изображён Бог, сметающий всех врагов на Своём пути. Далее говорится об уповании на будущее — на продолжение торжества Бога над Своими врагами и врагами Божьего народа.
67-й псалом — любимый гимн крестоносцев, гугенотов, Савонаролы и Оливера Кромвеля. Комментаторы Библии часто сравнивают 67-й псалом с победной «Песнью Деворы» (Суд. 5).
Кроме того, для христиан это произведение — прообразовательный «мессианский» псалом, цитируемый в Новом Завете. «Псалом рисует красочный образ Господа Иисуса Христа, восстающего во славе среди святого народа», — так передал мессианский смысл псалма английский комментатор Чарльз Сперджен.

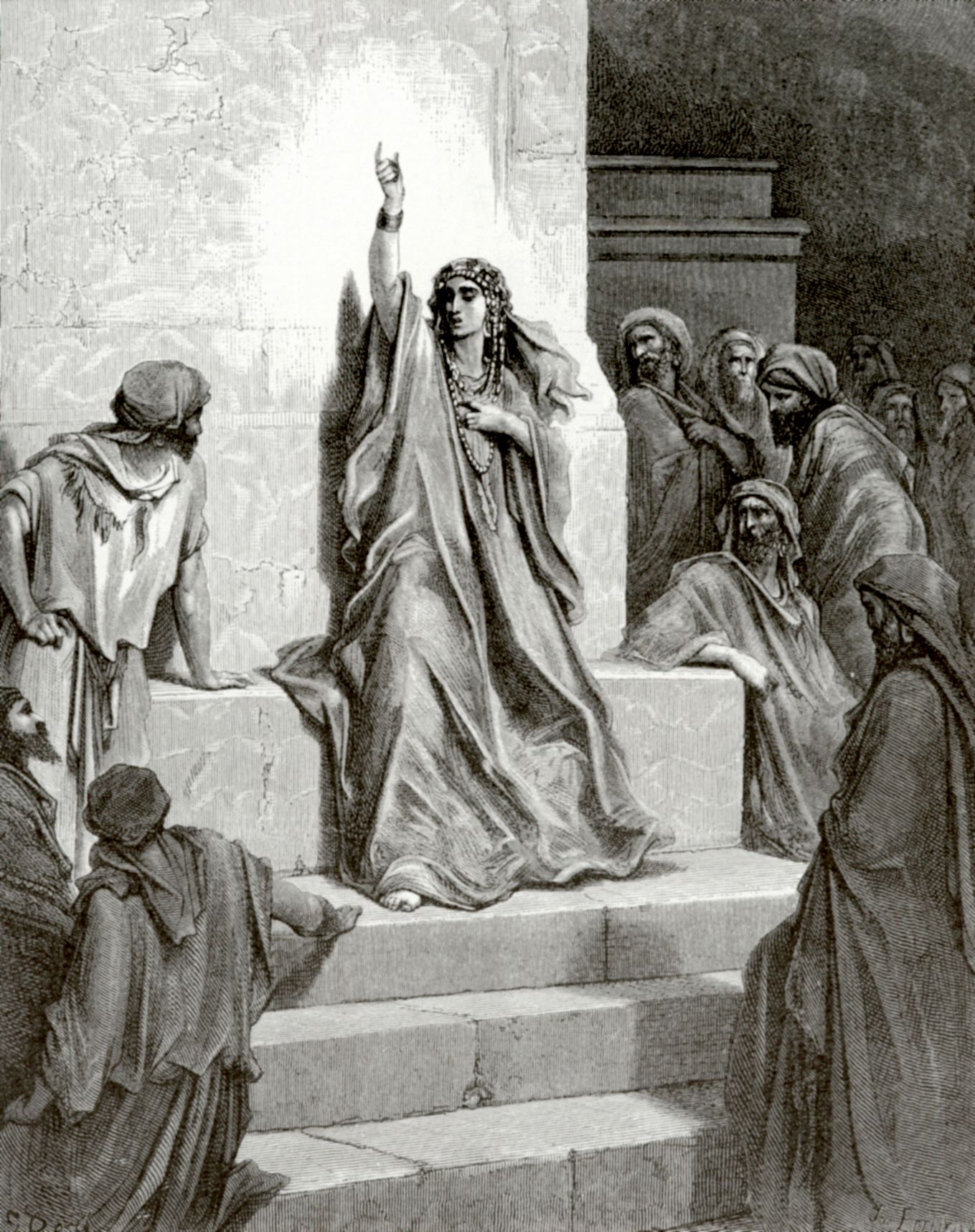
67-й псалом часто сравнивают с победной Песнью пророчицы Деворы

## Контекст
Согласно надписанию, автором следует считать Давида. Псалом считается одним из сложнейших для понимания. Существуют многочисленные гипотезы о его происхождении. Различными исследователями озвучивались такие версии:
- псалом составлен для общественного поклонения Богу в Храме во время осеннего праздника;
- произведение написано при переносе ковчега из дома Аведдара на гору Сион (2Цар. 6);
- это собрание преданий для поклонения на горе Фавор или в Иерусалиме;
- это не связное произведение, а собрание отдельных псалмов[10].

Изобилие версий подчёркивает историческое, географическое и тематическое разнообразие этого произведения. Однако при всём обилии гипотез очевидно, что в структуре псалма имеет место последовательное в своей хронологии историческое движение, от верности Бога Израилю в прошлом к будущему, когда все народы земли поклонятся Ему. В центре псалма, между воспоминанием былых побед и высказыванием надежд на будущее, помещено утверждение о Божьей верности в настоящем (Пс. 67:20, 21).

## Содержание

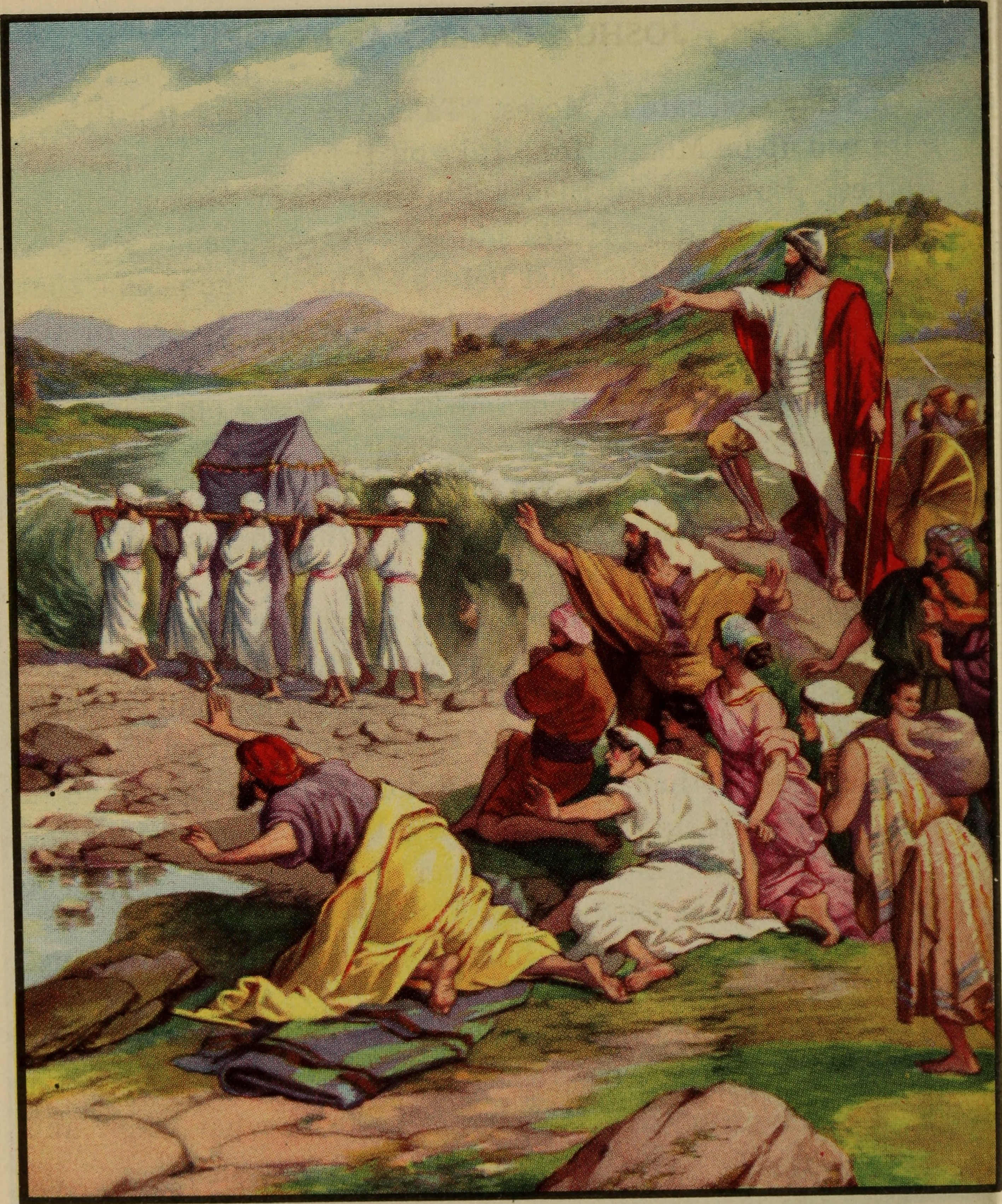

### Стихи 2—4
В этом отрывке говорится о рассеянии Божьих врагов. Восклицание «да восстанет Бог» напоминает о шествии Бога впереди израильского войска, символом чего было присутствие на поле сражения Ковчега Завета. Эти слова Давида почти дословно повторяют молитву Моисея, когда во время странствий по пустыне евреи выходили в путь (сравните с Чис. 10:35). После этой молитвы Моисея специальные приставленные люди поднимали Ковчег и несли его перед народом.
Используемые грамматические конструкции «да восстанет», «расточатся» и далее, говорят об уверенности псалмопевца в исполнении этих пожеланий. Сравнение с рассеивающимся дымом и тающим воском говорит о непрочности и призрачности врагов и о том, с какой лёгкостью Господь их повергает.
В 4-м стихе сказано, что ниспровежение Богом нечестивых станет причиной радости и веселия праведников, притесняемых ими.

### Стихи 5—7
В стихе 5 призывы «пойте», «превозносите», «радуйтесь» схожи с призывами пророка Исайи «приготовьте путь Господу» (Ис. 40:3—5). Это указания по организации торжественной процессии, чтобы Господь шествовал с народом Своим.
Слова о Боге, как о «Шествующем на небесах», вызывают ассоциации с языческими богами и представляются не совсем удачным переводом. Более уместным был бы перевод «Шествующем через пустыню», напоминающий как Бог вёл народ Свой через пустыню (сравните с Втор. 2:7, 8, Втор. 8:15).
Стихи 6—7 посвящены Божьей защите бедных. Бог здесь представлен как «Отец сирот» и «Судья вдов». Он заботится об узниках — некоторые богословы видят здесь параллель с историей Израиля. Бог вывел этот народ из рабства при фараоне, а непокорные умерли во время странствий по «знойной пустыне».
Павел Юнгеров отмечает, что упомянутая в 6-м стихе вера в праведный суд Божий, проявляющийся в жизни отдельных людей (в данном случае — вдов) порождает веру в будущий всеобщий суд Господень. Тогда радость веселие будет испытывать сонм праведников, а погибель грешников станет станет следствием его.

### Стихи 8—11

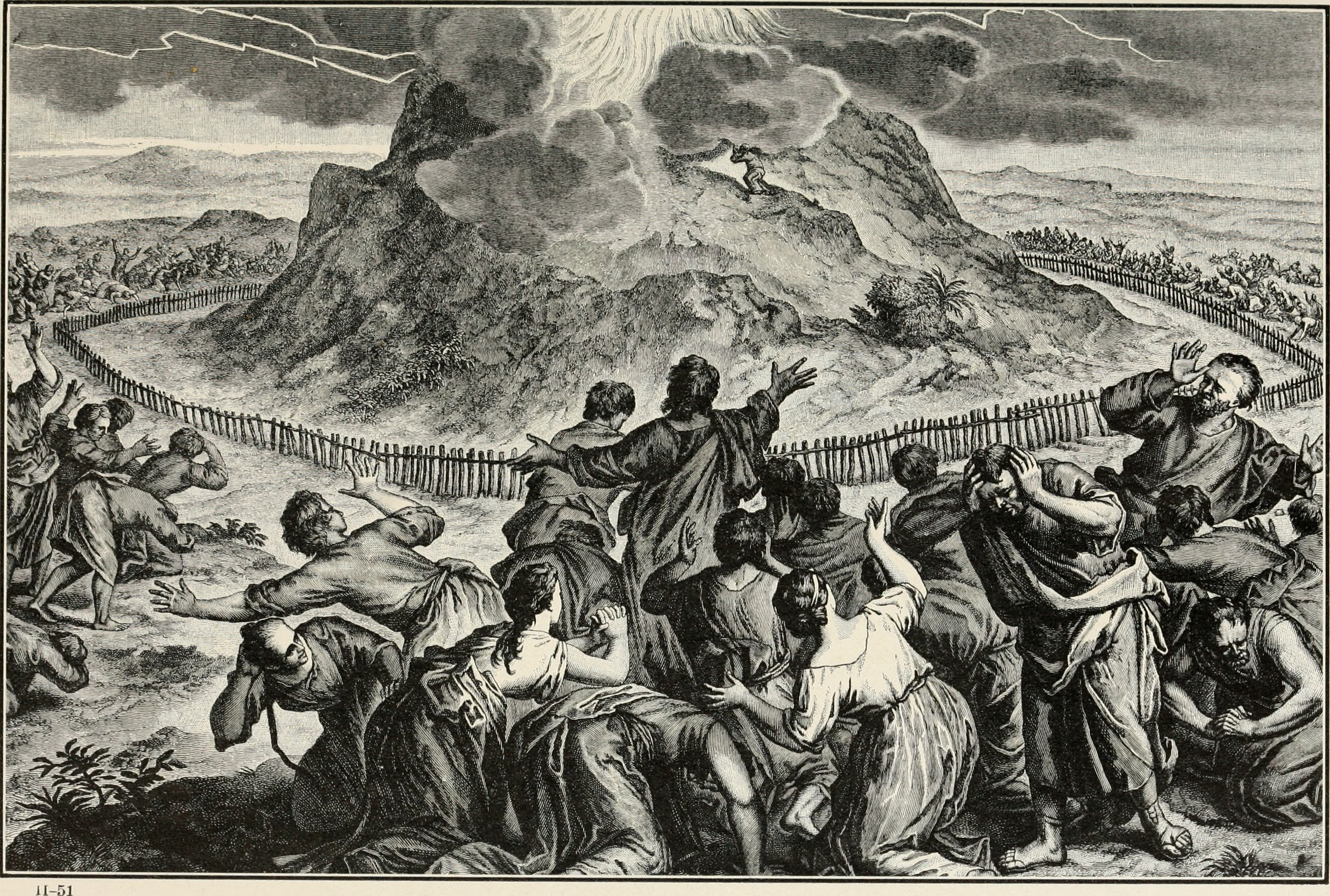

С 8-го стиха начинается большой фрагмент (стихи 8—19), где Давид повествует о том, как Господь вёл Свой народ по пустыне вплоть до Его остановки на Сионе.
В 8-м стихе говорится, как во время шествия Бог выступал впереди людей: днём в столбе облачном, а ночью — в столбе огненном (Исх. 13:21, 22).
В 9-м стихе описано, как у горы Синай Бог через Моисея дал евреям закон. Слова «земля тряслась, даже небеса таяли» следует понимать как описание природных явлений, сопровождавших это событие. Согласно Исх. 19:16—19 были землетрясения и гроза. Вероятно, был дождь. (Сравните с Пс. 76:17—19).
В стихах 10—11 речь идёт о другом дожде, о том, как Бог заботился о нуждах еврейского народа и подкреплял его, особенно бедных людей, чему в Библии множество свидетельств.

### Стихи 12—15
Стихи 12—15 повествуют о военных победах Израиля, ведомого Богом, и о расселении народа в обетованной земле.
В 12-м стихе сказано, что Господь торжественно объявит о Своей победе. В выражении «провозвестниц великое множество», по-видимому, говорится о толпах женщин, которые разнесут вести о победах. В 13-м стихе говорится собственно о побеждённых царях и о жёнах победителей, которые сидя дома, делят их добычу (сравните это с фрагментом из «Песни Деворы» Суд. 5:28—30).
14-й стих повествует о народе, который расселился в «уделах своих» в Палестине. Благодаря военным трофеям этот народ стал богатым, что символизирует голубка с серебряными крыльями и золотыми перьями. Причем эти трофеи израильтяне получили благодаря победе Господа, а не своими усилиями, о чём сказано в 15-м стихе. Радующий глаз снег на горе Селмон символизирует победу над царями, которых Всемогущий позволил «рассеять».

### Стихи 16—19
Давид противопоставляет «Гору Божию» (Сион) и «горы высокие», которые представлены «горой Васанской». Гора Васанская при всей своей величественности не идёт ни в какое сравнение с Сионом, который (к досаде «гор высоких») выбрал Бог, доведя еврейский народ до Ханаана.
Стихи 18—19 — кульминация псалма. В 18-м стихе упоминается триумфальное, на глазах множества людей, восшествие Бога Сокрушающего на Сион. Более подробно оно описано в стихах 25—28. Образ из 18-го стиха «Господь на Синае, во святилище» вероятно означает, что Бог, чьё могущество проявлялось многократно на горе Синай, проведя свой народ через пустыню, в полноте силы и в сопровождении бесчисленного воинства торжественно взошёл во святилище на горе Сион в Иерусалиме. Когда Господь избрал Сион, он стал святым местом.
В 19-м стихе говорится о дарованных израильтянам победах. «Восшёл на высоту» — торжественное восхождение на Сион, «пленил плен» — сделал пленниками тех, кто пленил Его народ (сравните с Суд. 5:12).
Возможно, подразумеваются в целом победы на пути народа Божьего в Ханаан. Но не исключено, что прообразом этой картины было конкретное событие из истории Израиля, завоевание Иерусалима Давидом (смотрите 2Цар. 5:6—8) или внесение им в этот город Ковчега Завета (2Цар. 6). Дары, которые Бог принял «для человеков», — добыча и дань, заплаченные покорёнными племенами.
19-й стих понимается христианами в мессианском смысле, как повествующий о вознесение Иисуса Христа). Именно в таком смысле этот стих трактуется в Новом Завете Павлом и, вероятно, Петром (подробнее см. в разделе «В Новом Завете»).

### Стихи 20—24
В оставшейся части псалма идёт речь о спасении народа в настоящем и будущем, а также о Божьем превосходстве над врагами. Причина явления Мессии в народ заключается в восстании народов и земных царей против Бога. Поэтому война и победа Мессии на врагами — неизбежна.
В 20—22 стихах Давид благословляет Бога, возлагающего бремя на Израиль, но и спасающего Свой народ. Бог спасает верных Ему от болезней и гибели, а во Иисусе Христе — дарует верным жизнь вечную. Когда Павел в Новом Завете, в Еф. 4:8, цитирует 19-й стих псалма, он подразумевает и то, что сказано в стихах 20—21 о благословении и спасении Господнем во Иисусе Христе. Причем этот отрывок ясно свидетельствует, что спасает людей именно Бог.
В стихах 23—24 передается обетование Богом повторения прежних побед, завоевание Васана (Чис. 21:33—35) и вывода «из глубины морской» при переходе по дну Чермного моря и других.

### Стихи 25—28

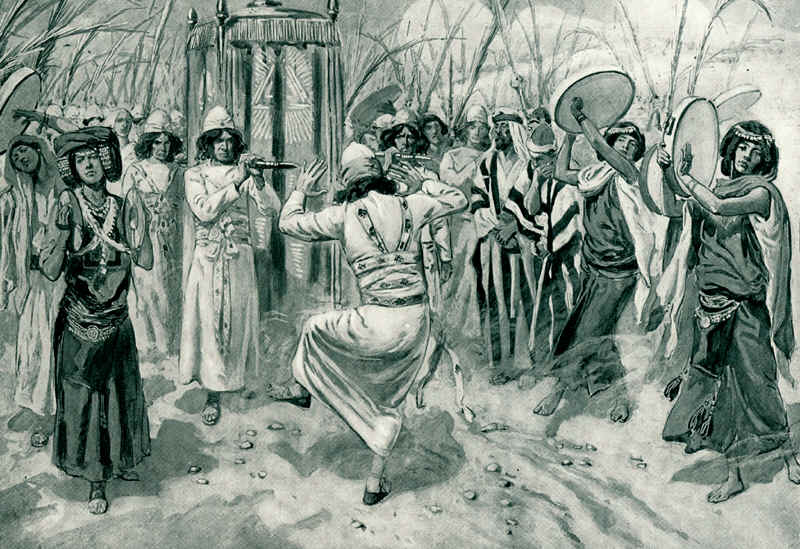
. Давид пляшет перед ковчегом Завета при внесении его в Иерусалим, согласно

Давид описывает торжественную процессию верующих. Именование Бога Царём (Израиля) в 25-м стихе обусловлено той милостью, явленной Богом к израильскому народу на протяжении всей его истории (которая вкратце и пересказывается в первой части псалма).
Итак, Бог-Царь принимает почести своего народа. Вероятно, это момент, когда процессия достигла того места, где предполагалось установить скинию. Вознесение ковчега, который символизирует небесный престол, на святую гору наблюдали и люди, и ангелы. Упоминание в 28-м стихе двух самых южных и затем двух самых северных колен Израиля, очевидно, поэтически символизирует все колена народа Божьего. Мужчины и женщины, миряне и священники вместе славили своего Бога.
Звучащий в 28-м стихе призыв «в собраниях благословите Бога Господа, вы — от семени Израилева!» напоминает победный клич из «Песни Деворы»: «Среди голосов собирающих стада при колодезях, там да воспоют хвалу Господу, хвалу вождям Израиля!» (Суд. 5:11). Сперджен так комментирует это сравнение: «Ковчег Господень подобен колодцу, из которого пьют все племена израильские. Именно здесь они должны были возносить свою хвалу. Если Господь преисполнен благодати, изливающейся на нас, мы должны быть преисполнены хвалы, изливающейся на Него».

### Стихи 29—32
Этот фрагмент представляет собой молитву о том, чтобы Бог явил своё могущество и приблизил день, когда земные царства покорятся Ему.
В 29-м стихе о Боге говорится, как об источнике силы для израильского народа. Но тем, кому дана сила, следует молиться, чтобы её было больше. Бог победит врагов Израиля, и они отправят Ему дары. Упоминание о «храме» в 30-м стихе не отменяет авторства Давида, поскольку тем же словом обозначалась и скиния, святилище. Скиния, а впоследствии Храм были зримыми земными символами небесной реальности.
«Звери в тростнике» (крокодил, бегемот) олицетворяют Египет (изобиловавший тростником). «Стадо волов», по видимому, означает египетских фараонов и сановников, жестоко управляющих народами («тельцами»). Давид просит Бога укротить их, как и народы, желающие вести войны («брани»). Псалмопевец предрекает, что придёт время, когда вельможи Египта и Эфиопии обратятся к истинному Богу. Языческие народы вместе с Израилем воспоют хвалу Господу и прославят Его величие и силу. «Христос соберёт детей в Свое царство из всех народов, живущих в обители греха», — комментирует Сперджен.

### Стихи 33—36
Давид призывает царства земные воспеть славу Богу, «Шествующему на небесах» (см. комментарий к стиху 5). Божье могущество и верность Израилю придают уверенность в Его дальнейшей защите от других народов. Основанием для надежды, однажды все народы земли поклонятся Ему. «Воистину блажен человек, поклоняющийся Господу Богу в непрестанной радости», — восклицает Сперджен.

## В Новом Завете

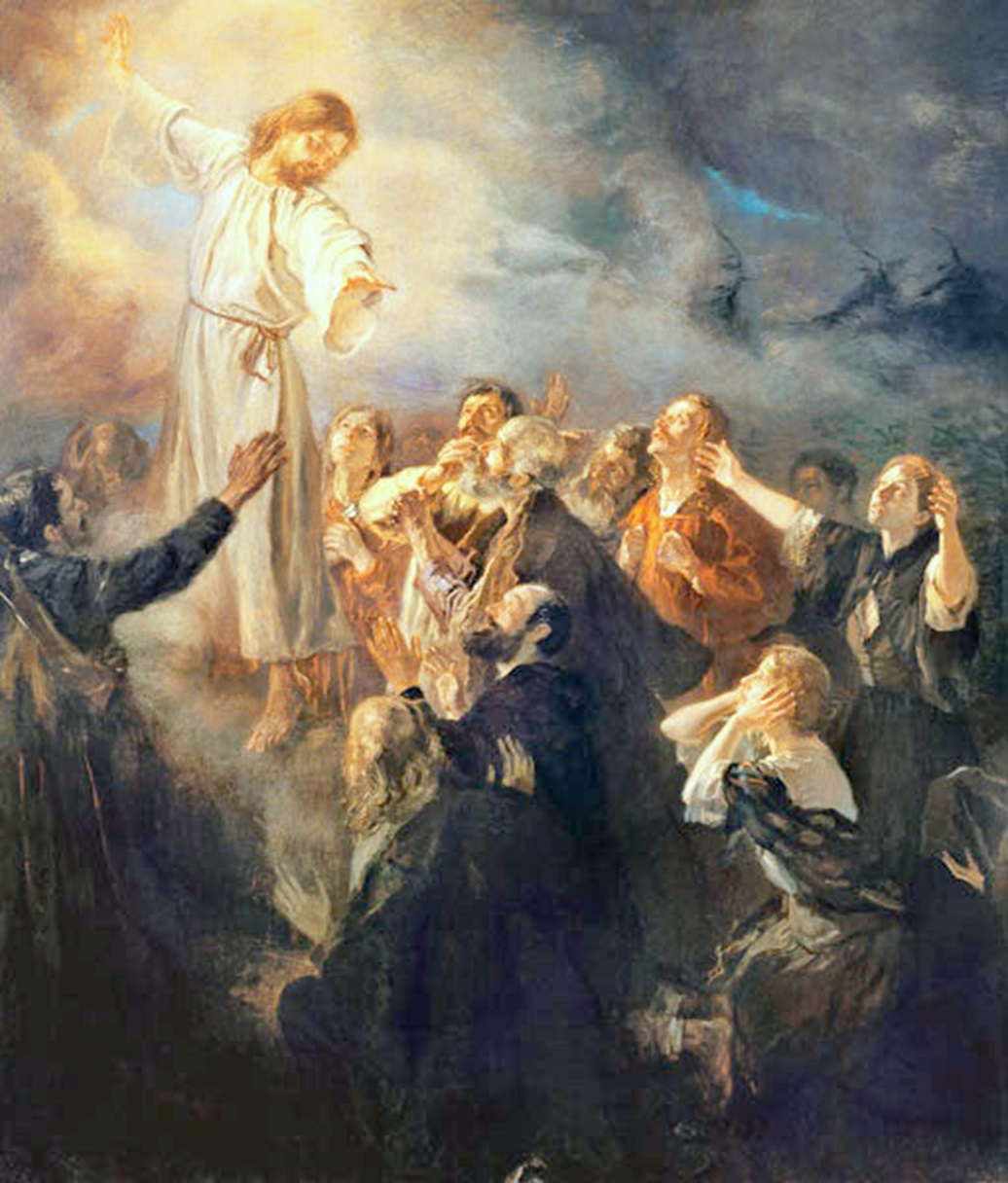

Стих Пс. 67:19 из триумфальной части псалма процитирован в Новом Завете в Еф. 4:8. Причём апостол Павел относит эту цитату к величайшей победе Иисуса Христа — вознесению на небо после нисхождения в ад.
Кроме того, в Новом Завете аллюзия на этот же стих, вероятно, содержится в проповеди апостола Петра при большом стечении народа в день Пятидесятницы (Деян. 2:33). Как и Павел, Пётр использует эту аллюзию в контексте вознесения Иисуса Христа, а также даяния  даров Святого Духа.

### Цитирование в Послании Ефесянам
«Ты восшёл на высоту, пленил плен, принял дары для человеков, так чтоб и из противящихся могли обитать у Господа Бога» (Пс. 67:19) ⇒ «Посему и сказано: восшед на высоту, пленил плен и дал дары человекам» (Еф. 4:8).
В замене ветхозаветного «принял дары для человеков» на новозаветное «дал дары человекам» нет противоречия, потому что шествующий во главе триумфальной колонны победитель одновременно принимает и раздаёт дары.
Контекст использования цитаты в Послании Ефессянам следующий. По мысли Павла, Христос не только освободил Свой народ из плена, но также наделил Своих людей щедрыми дарами. Эти дары разнообразны, и в своём разнообразии они созидают Церковь (как тело Христово). Разнообразие даров Христа позволяет христианам сохранить единство и остаться неколебимыми в опасности и защищёнными от нападок лжеучения. Павел обосновывает это заявление цитатой 67-го псалма и кратким толкованием.

### Предполагаемая аллюзия в Книге Деяний

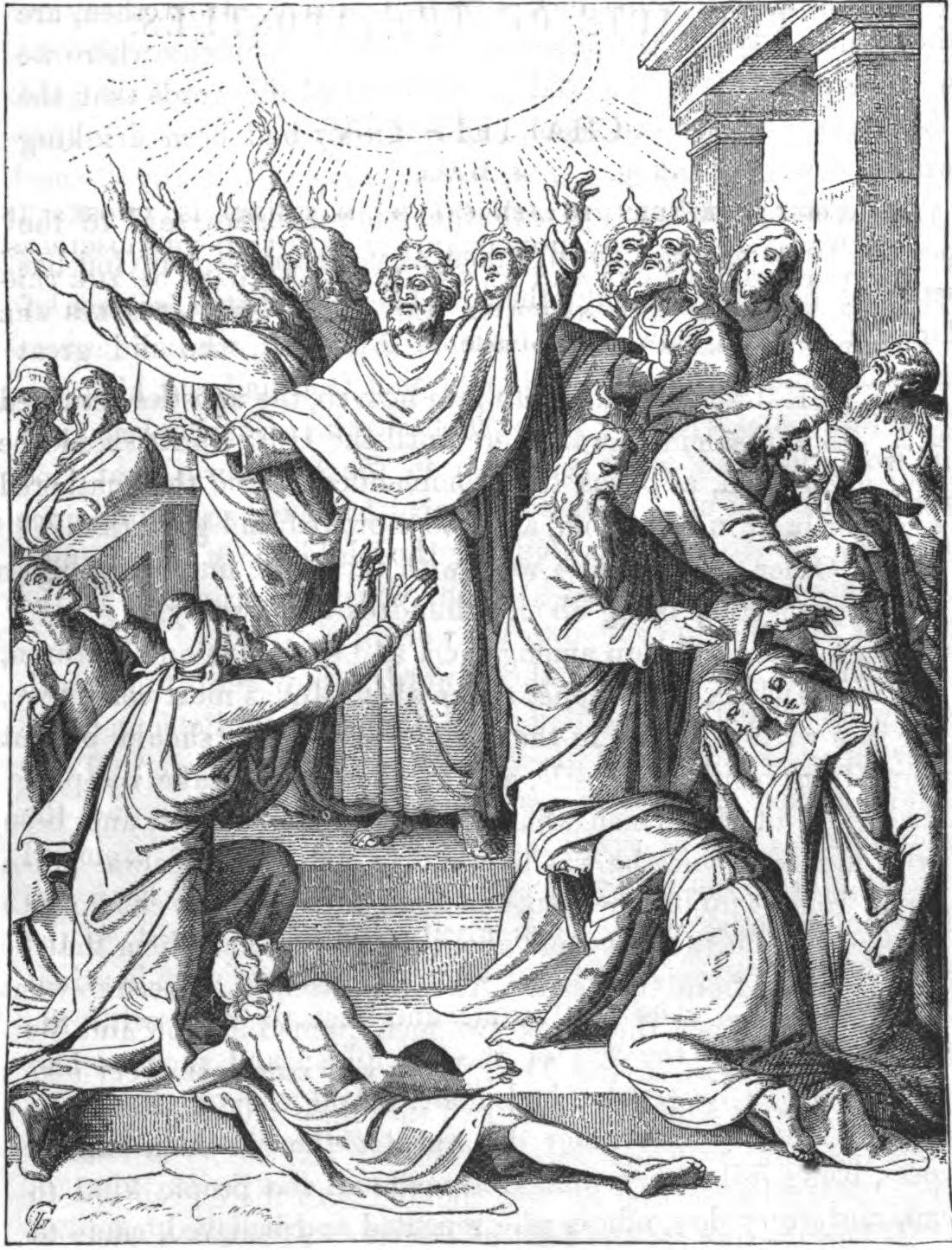

«Ты восшёл на высоту, пленил плен, принял дары для человеков, так чтоб и из противящихся могли обитать у Господа Бога» (Пс. 67:19) ⇒ «Итак Он, быв вознесен десницею Божиею и приняв от Отца обетование Святаго Духа, излил то, что вы ныне видите и слышите» (Деян. 2:33).
Достаточно обоснованным является предположение, что фрагмент из новозаветной книги Деяния святых апостолов (Деян. 2:33) представляет собой аллюзию на Пс. 67:19.
Слова «обетование Святого Духа» и именование Бога «Отцом» и отсылает читателя к обещанию Иисуса Христа: «Я пошлю обетование Отца Моего на вас; вы же оставайтесь в городе Иерусалиме, доколе не облечетесь силою свыше» (Лк. 24:49). При этом «обетование» указывает на содержание обещания, а не на обетование как действие.
В этом отрывке Пётр обращается с публичной проповедью к людям, собравшимся в Иерусалим для празднования Пятидесятницы и ставшими свидетелями чудесного сошествия Святого Духа на учеников Христа (Деян. 2:1—13). Увиденные этими людьми чудеса подтверждали, что Иисус и был тем Мессией, о Котором пророчествовал Давид. И что Иисус обладает властью послать на землю обетованного Святого Духа.

## Богослужебное использование
Православие
67-й псалом поют в Полунощницу субботы, во время Великого поста, в праздники Богоявления и Благовещения на утрени. Отдельные стихи псалма поют по разным случаям.
67:2 «да восстанет Бог, и расточатся враги Его, и да бегут от лица Его ненавидящие Его» поют при нашествии варвар, также о святых.
67:2, 3 «да восстанет Бог, и расточатся враги Его, и да бегут от лица Его ненавидящие Его, как рассеивается дым, Ты рассей их; как тает воск от огня, так нечестивые да погибнут от лица Божия» поют в молитве на сон грядущим.
67:2—4 поют на Благовещение.
67:3 «как рассеивается дым, Ты рассей их; как тает воск от огня, так нечестивые да погибнут от лица Божия» поют при нашествии варвар.
67:3—5 поют на Пятидесятницу.
67:5 «пойте Богу нашему, пойте имени Его, превозносите Шествующего на небесах; имя Ему: Господь, и радуйтесь пред лицем Его» поют на Рождество Христово и Благовещение.
67:6, 7 «Отец сирот и судья вдов Бог во святом Своем жилище, Бог одиноких вводит в дом, освобождает узников от оков, а непокорные остаются в знойной пустыне» поют при освящении кладбища.
Иудаизм
Отдельные стихи псалма произносят в утренних молитвах.
67:5, 6 произносят вечером субботы.
67:7 «Бог одиноких вводит в дом, освобождает узников от оков, а непокорные остаются в знойной пустыне» произносят в благословении после Шма утром субботы.
Католицизм
По уставу святого Бенедикта, 67-й псалом пели на утрени в среду.

## Комментарии
1. ↑  Павел Юнгеров со ссылкой на традицию Православной церкви переводит «восстанет» как «воскреснет» и трактует этот отрывок как прообраз воскресения Иисуса Христа[13].
2. ↑  עֲרָבָה‬, согласно лексикону Стронга, означает «необитаемая равнина, пустыня, степь».
3. ↑  «Судья» здесь следует понимать в значении «попечитель» или «покровитель»[9].
4. ↑  Предположительно, речь идёт о Ермоне, находящемся в нескольких километрах севернее древнего Васана[18].
5. ↑  Сравните с упоминанием об этом событии в Ис. 51:10.
6. ↑  Сравните с образом в 3Цар. 22:38.
7. ↑  Эфиопия — союзница Египта (сравните с Наум. 3:9).
8. ↑  Традиционно автором Послания к Ефесянам считают Павла (о чём сказано в самом послании, в Еф. 1:1), однако некоторые современные богословы ставят авторство Павла под сомнение.